# Piyyout
Un piyyout (au pluriel piyyoutim, en hébreu פיוט API : /pijút/ et [pijutím], du grec ποιητής / poiētḗs, « poète ») est un poème liturgique juif généralement destiné à être chanté ou récité pendant l'office, mais différent du psaume car non biblique. Il existe des piyyoutim depuis l'époque du temple de Jérusalem. La plupart sont en hébreu ou en araméen et utilisent une structure poétique tel un acrostiche suivant l'ordre de l'alphabet hébreu ou épelant le nom de l'auteur du piyyout.
Beaucoup de piyyoutim sont familiers à ceux qui se rendent régulièrement à l'office synagogal. Par exemple l'un des plus fameux est sans doute Adon Olam parfois attribué à Salomon ibn Gabirol, rabbin et poète andalou du XIe siècle. Sa forme poétique consiste simplement en des tétramètres iambiques rimés et sa grande popularité fait qu'il est chanté à la fin de nombreux offices, après la récitation nocturne du Chema Israël et lors de la pose des tefilins le matin. Un autre piyyout très connu est le Yigdal (« Que Dieu soit sanctifié ») basé sur les treize principes de foi de Maïmonide.
L'auteur d'un piyyout est appelé un paytan (pluriel paytanim).

## Piyyoutim connus
Ci-dessous une présentation de certains des piyyoutim les plus connus et appréciés
| Nom               | Hebreu        | Schéma poétique | Récité lors de              |
| ----------------- | ------------- | --- | --------------------------- |
| Adir Hou          | אַדִּיר הוּא      | Acrostiche alphabétique | Pessa'h                     |
| Adon Olam         | אֲדוֹן עוֹלָם     | Tétramètre iambique | Journalier                  |
| An'im Zemirot     | אַנְעִים זְמִירֹות  | Double acrostiche alphabétique | Chabbat et fêtes juives     |
| Akdamouth         | אַקְדָּמוּת מִילִין  | Double acrostiche alphabétique puis épelle « Meir fils de Rabbi Yitzhak, puisse-t-il grandir dans la Torah et dans les bonnes actions. Amen, et puisse-t-il être fort et avoir du courage ». L'auteur était Rabbi Meir bar Yitzchak "Shatz" | Chavouot                    |
| Baroukh El Elyon  | בָּרוּךְ אֵל עֶלְיוֺן | L'acrostiche épelle "Baroukh, 'Hazak" | Shabbat                     |
| Béra'h Dodi       | ברה דוֺדִי      | Chaque strophe commence par le mot "Béra'h" | Pessa'h                     |
| D'ror Yikra       | דְּרוֺר יִקְרָא     | L'acrostiche épelle "Dunash," du nom de l'auteur Dounash ben Labrat. | Shabbat                     |
| Ein Keloheinou    | אֵין כֵּאלֹהֵינוּ   | Les premières lettre des 3 premières strophes épellent "Amen" | Chabbat et fêtes juives     |
| El Adon           | אֵל אָדוֺן       | Acrostiche alphabétique | Chabbat et fêtes juives     |
| El Nora Alila     | אֵל נוֺרָא עֲלִילָה | Refrain: "À l'heure de Ne'ila" | Ne'ila (fin de Yom Kippur)  |
| Alei Tziyon       | עֲלֵי צִיּוֺן      | Tétramètre iambique, acrostiche alphabétique, chaque strophe commence par le mot alei, chaque ligne finit par le suffixe -eiha (signifiant sa et se référant à Jérusalem.                                                                   | Tisha Beav                  |
| Geshem            | גֶּשֶׁם           | Acrostiche alphabétique; chaque strophe finit par une ligne alternante standard | Sh'mini Atseret             |
| Hakafot (en)      | הַקָּפֹות         | Acrostiche alphabétique | Sim'hat Torah               |
| Hayom T'am'tzenu  | הַיּוֺם תְּאַמְּצֵנוּ   | Acrostiche alphabétique, chaque ligne finit par "Amen" | Roch Hachana et Yom Kippour |
| Hoshaanot         | הוֺשַׁעְנוֺת       | Acrostiche alphabétique | Soukkot                     |
| Ki Hinne Ka-Homer | כִּי הִנֵּה כַּחוֺמֶר  | Refrain: "Rappelle-toi de l'alliance et ne te tourne pas vers des inclinaisons mauvaises" | Yom Kippour                 |
| Ki Lo Na'e        | כִּי לֹו נָאֶה     | Acrostiche alphabétique | Pessa'h                     |
| Lekha Dodi        | לְכָה דּוֹדִי      | L'acrostiche épelle le nom de l'auteur Shlomo Halevi Alkabetz. | Chabbat soir                |
| Mah Y'didout      | מַה יְדִידוּת     | L'acrostiche épelle Menouha ("repos"); refrain | Shabbat                     |
| Ma'oz Tzour       | מָעוֺז צוּר      | L'acrostiche épelle le nom de l'auteur, "Mordechai" | Hanoukkah                   |
| M'nuha V'Simha    | מְנוּחָה וְשִׂמְחָה   | L'acrostiche épelle le nom de l'auteur, "Moshe" | Chabbat                     |
| Mipi El           | מִפִּי אֵל        | Acrostiche alphabétique | Chabbat et Sim'hat Torah    |
| Shoshanat Ya'akov | שׁוֺשַׁנַת יַעֲקֹב    | Acrostiche alphabétique | Pourim                      |
| Tal               | טַל תֵּן         | Acrostiche alphabétique inversé; chaque strophe finit par "Tal" | Pessa'h                     |
| Tzour Mishelo     | צוּר מִשֶּׁלּוֺ      | La première strophe est le refrain | Shabbat                     |
| Yah Ribon         | יָהּ רִבּוֺן עוֺלָם  | L'acrostiche épelle "Yisrael" | Chabbat                     |
| Yedid Nefesh      | יְדִיד נֶפֶשׁ      | L'acrostiche épelle le Tétragramme | Chabbat                     |
| Yom Shabbaton     | יוֺם שַׁבָּתוֺן     | L'acrostiche épelle "Yehoudah" | Chabbat                     |
| Yom Ze L'Yisra'el | יוֺם זֶה לְיִשְׂרָאֵל | L'acrostiche épelle "Yitzhak" | Chabbat                     |
| Yom Ze Mekhoubad  | יֹום זֶה מְכֻבָּד   | L'acrostiche épelle "Yisrael" | Chabbat                     |
| Yigdal            | יִגְדַּל          | Metre | Journalier                  |